# Ioannis Psycharis

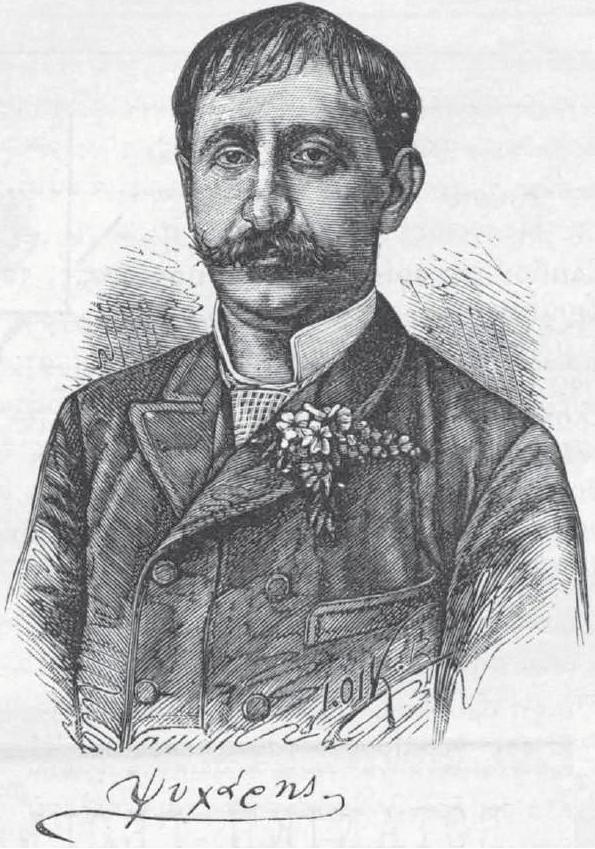
Holzschnittporträt von Giannis Psycharis aus dem Magazin Ποικίλη Στοά von 1888

Ioannis oder Giannis Psycharis (griechisch Ιωάννης oder Γιάννης Ψυχάρης; * 15. Mai 1854 in Odessa, damals Russland; † 30. September 1929 in Paris, Frankreich), in Frankreich auch Jean Psichari, war ein griechischer Philologe und Schriftsteller.

## Leben und Lehren
Psycharis wurde im damals russischen Odessa in der heutigen Ukraine geboren und wuchs in Konstantinopel auf. Im Alter von 15 Jahren, nach Abschluss seiner Schulausbildung, verließ Psycharis die Stadt, um zu seinem Onkel nach Marseille zu ziehen, wo er zunächst das Lycée besuchte und anschließend sein Studium begann. Er studierte Philosophie, Philologie und Linguistik an der Universität Sorbonne in Paris und Germanistik, Mediävistik und Neogräzistik in Deutschland.
Seit 1885 lehrte er als Directeur d’études Neugriechische Sprache an der École pratique des hautes études, von 1903 bis 1928 lehrte er als Nachfolger von Émile Legrand als Professor für Neugriechische Sprache an der École des langues orientales. Er starb 1929 nach langjähriger Krankheit in Paris.

## Werk und Einsatz in der griechischen Sprachfrage
Giannis Psycharis hinterließ zahlreiche schriftstellerische Werke. Er schrieb Gedichte, Erzählungen, Romane, Theaterstücke und Essays über den griechischen Sprachstreit, die zugleich sein größter Tribut an die griechische Sprache war. Er hat mit Beharrlichkeit für die Anerkennung der verachteten Volkssprache, der Dimotiki (griechisch δημοτική [γλώσσα] „Volkssprache“), als offizielle Amtssprache des griechischen Staates gerungen und maßgeblich dazu beigetragen, dass die Sprachdiskussion in Griechenland am Ende des 19. Jahrhunderts wieder in Gang kam.
Schon seit den Anfängen der Griechischen Revolution von 1821 hatten verschiedene Literaten und Aufklärer versucht, die Dimotiki als Staatssprache zu etablieren. Wenige Jahre später, im Mai 1823, schrieb Dionysios Solomos die Ode an die Freiheit, die heutige griechische Nationalhymne, in der Dimotiki. Aber erst durch Giannis Psycharis erfuhr der Demotizismus die Richtungsweisung und die Kraft, die nötig waren, um sich den konservativen Kräften entgegenzustellen, die versuchten, die altgriechische Sprache wiederauferstehen zu lassen.
1886 reist Psycharis nach Griechenland, sowohl in damals schon zum griechischen Staat gehörende, als auch in noch osmanische Gebiete und wird von seinen Erfahrungen inspiriert, die er 1888 im Prosawerk „Meine Reise“ (griechisch Το ταξίδι μου) umsetzt. Das Werk wurde in Frankreich gedruckt und war durchweg in einer einfachen und orthographisch simplifizierten Volkssprache geschrieben. Psycharis hatte die Sprache des Volkes, die Lieder, die Mythen und die Traditionen studiert und versuchte das System aufzuzeigen, das dieser Sprache zugrunde liegt. Doch seine Standpunkte unterscheiden sich teils stark von anderen, gemäßigteren Verfechtern der Volkssprache. So stellte Psycharis die Bildung als wenig dringliches Problem zurück und erachtete Rüstung und Expansion der griechischen Nation als vorrangige Aufgabe, was an einigen Stellen von Meine Reise in Form von gewaltverherrlichenden Visionen zur Geltung kommt.
Nach „Meine Reise“ veröffentlichte er eine Reihe weiterer Erzählungen, Romane und sechs Bände mit Memoiren, Kritiken und wissenschaftlichen Studien unter dem Haupttitel Ρόδα καὶ Μῆλα (dt. „Granatäpfel und Äpfel“). Sein erstes sprachwissenschaftliches Werk, das 1886 veröffentlicht wurde, trägt den Titel „Essay über die neugriechische historische Grammatik“ (griechisch Δοκίμιο τῆς νεοελληνικῆς ἱστορικῆς γραμματικῆς). Diesem folgten zahlreiche weitere Studien zum Thema der griechischen Sprachfrage.

## Schriften (Auswahl)
Literarische Schriften
- Τὸ ταξίδι μου (dt. „Meine Reise“), Prosa (Athen, 1888; 2. Aufl., Athen: Βιβλιοπωλεῖο τῆς Ἑστίας & Paris: H. Welter, 1905)
- Ζούλια („Julia“), Erzählung
- Το όνειρο του Γιαννίρη („Gianniris’ Traum“), Roman
- Ζωή κι αγάπη στη μοναξιά („Leben und Liebe in Einsamkeit“), Roman
- Στον ίσκιο του πλατάνου („Im Schatten des Platanenbaums“), Erzählung
- Αγνή („Agnes“), Roman
- Ρόδα και μήλα („Granatäpfel und Äpfel“), Essays

Philologische Schriften
- Δοκίμιο τῆς νεοελληνικῆς ἱστορικῆς γραμματικῆς („Essay über die neugriechische historische Grammatik“), 1886.
- Einleitung (auf Französisch) zu: Simon Portius – Grammatica linguae graecae vulgaris. Reproduction de l’édition de 1638 suivie d’un commentaire grammatical et historique par Wilhelm Meyer avec une introduction de Jean Psichari. E. Bouillon et E. Vieweg, Paris 1889 (Textarchiv – Internet Archive).
- Études de philologie néo-grecque. Recherches sur le développement historique du grec publiées par Jean Psichari. É. Bouillon, Paris 1892 (Textarchiv – Internet Archive; enthält Studien verschiedener Gelehrter).